# Asso
Asso är en ort och kommun i provinsen Como i regionen Lombardiet i Italien. Kommunen hade 3 579 invånare (2018).